# Bitis worthingtoni
Bitis worthingtoni este o specie de șerpi din genul Bitis, familia Viperidae, descrisă de William Kitchen Parker în anul 1932. Conform Catalogue of Life specia Bitis worthingtoni nu are subspecii cunoscute.